# Тети Монтариоло (Торино)
Тети Монтариоло је насеље у Италији у округу Торино, региону Пијемонт.
Према процени из 2011. у насељу је живело 58 становника. Насеље се налази на надморској висини од 292 м.